# Mravenec loupeživý
Mravenec loupeživý (Formica sanguinea) je druh z rodu Formica, čeledi mravencovití (Formicidae). Na rozdíl od běžného lesního mravence nemá na hrudi temnou skvrnu. Tento mravenec hnízdí většinou pod kameny či v pařezech, nevytváří žádné vnější stavby jako někteří jiní mravenci z rodu Formica, často se stěhuje.

## Strategie
Krade otroky z kolonií mravenců druhu mravenec černohnědý (Formica fusca). V jiném případě královna mravence loupeživého vtrhne do hnízda mravence černohnědého, zabije královnu jejich kolonie a ujme se jí. Z kolonie pak postupně vymizí mravenci černohnědí, jelikož královna mravence loupeživého klade vajíčka vlastního druhu.
Mravenci černohnědí jsou v koloniích mravence loupeživého snadno rozeznatelní. Jde o černé mravence kteří mezi světlými mravenci loupeživými vyniknou. Mravenci černohnědí se starají o potomstvo, potravu, královnu a dokonce i padnou za hostitelskou kolonii mravenců loupeživých.

## Rozšíření
Mravenec loupeživý je rozšířen po celé Evropě, s výjimkou Itálie a pásmo jeho rozšíření probíhá celou Sibiří až do Číny. U nás je tento druh běžný a vyskytuje se zejména na výslunných okrajích lesů, a na místech, která vyhovují i zotročenému druhu Formica fusca.